# 北野隆典
北野 隆典（きたの たかのり、1956年4月22日 - 2021年1月26日）は、日本の実業家。

## 来歴・人物
東京都出身。1981年慶應義塾大学法学部卒業。1983年スタンレー電気入社。1985年取締役に、1988年常務に、1990年専務に、1994年副社長に就任した後、1999年社長に就任。趣味はスキー、ゴルフ。

## 家族・親族
祖父はスタンレー電気創業者・北野隆春、父は元スタンレー電気社長・北野隆興。母は元立憲政友会正統派総裁・久原房之助の八女。義理の伯父に元衆議院議長・石井光次郎、大隈重信の孫・信幸、元東京急行電鉄社長・五島昇がおり、従姉にシャンソン歌手・石井好子が、従兄に元東急建設社長・五島哲がいる。小説家で第144回芥川龍之介賞を受賞した朝吹真理子も隆典の縁戚である。